# Зверинецкое кладбище
Зверинецкое кладбище — небольшой некрополь в Киеве, расположенный на Зверинце, на возвышенности между Неводницким (Наводницким) оврагом и бульваром Николая Михновского. Площадь кладбища — 5,6 га (из них 3,3 га свободны от захоронений). Сейчас кладбище полузакрытое (хоронят только на резервных местах).

## История
Зверинецкое кладбище ведёт начало от кладбища церкви Рождества Иоанна Предтечи (основана между 1715 и 1729 годами, существовала до 1930-х годов) — приходского храма Зверинца. Долгое время здесь хоронили только жителей этого киевского пригорода. Кладбище получило общегородское значение в 1930-е годы, когда сюда были перенесены некоторые захоронения из разрушенного некрополя «Аскольдова могила» — писателя Андрея Подолинского, учёного и общественного деятеля Сергея Подолинского, мецената Василия Тарновского (младшего). Здесь были перезахоронены основатель Троицкого монастыря о. Иона и основательница Введенского монастыря Матрона Егорова (Димитра) (теперь их мощи возвращены в монастырские храмы).

### Мемориал погибшим во время Великой Отечественной войны
До 1975 года (вероятно, в 1974) у входа создан мемориал погибшим во время Великой Отечественной войны. После войны отведён отдельный специальный участок для умерших рабочих завода «Арсенал», которые принимали участие в революционных событиях 1917—1918 годов. После закрытия Лукьяновского кладбища здесь в 1990-х годах хоронили священников и монахов.